# Ernst Damzog
Ernst Paul Heinrich Damzog, född 30 oktober 1882 i Strassburg, död 24 juli 1945 i Halle an der Saale, var en tysk SS-general. Han var inspektör för Sicherheitspolizei (Sipo) och Sicherheitsdienst (SD) i Reichsgau Wartheland från 1939 till 1945.

## Biografi
Ernst Damzog inträdde i Schutzstaffel (SS) 1933 och blev samma år chef för Kriminalpolizei (Kripo) i Breslau. I egenskap av Standartenführer (överste) ledde Damzog i september 1939 Einsatzgruppe V, som följde efter 3. Armee vid Invasionen av Polen och hade i uppgift att eliminera för Tyskland misshagliga personer. Efter Polenfälttåget utnämndes han till inspektör för Sicherheitspolizei (Sipo) och Sicherheitsdienst (SD) i Reichsgau Wartheland, den västra delen av Polen som inlemmades i Tyska riket. År 1940 utsågs Damzog till chef för Umwandererzentrale (UWZ), som koordinerade fördrivningen av judar och polacker från Posen. Damzog kom att föra ett nära samarbete med Arthur Greiser, Wilhelm Koppe och Herbert Lange.

## Befordringshistorik
Ernst Damzogs befordringshistorik
- Untersturmführer: 1 augusti 1934
- Obersturmführer: 20 april 1935
- Hauptsturmführer: 20 april 1936
- Sturmbannführer:
- SS-Obersturmbannführer: 1 augusti 1938
- Standartenführer:
- Oberführer: 20 april 1941
- Brigadeführer und Generalmajor der Polizei: 21 juni 1944